# Bildhau
Das Gebiet Bildhau ist ein mit Verordnung vom 11. Oktober 2004 durch die Körperschaftsforstdirektion Tübingen ausgewiesener Bannwald (Schutzgebiet-Nummer 100052) bei Riederich im Landkreis Reutlingen in Baden-Württemberg.

## Lage
Das Schutzgebiet befindet sich nordöstlich vom Reutlinger Stadtteil Reicheneck. Es liegt im Gemeindewald Riederich im Distrikt III (Teil von Abteilung 3) und umfasst einen Teil des Flurstückes Nr. 2409 auf Gemarkung Riederich, Gemeinde Riederich.
Der Bannwald liegt im FFH-Gebiet Albvorland bei Mössingen und Reutlingen.
Im Schutzgebiet entspringt das Weiherbächle, das in den Reichenbach mündet. 
Die Biotopkartierung führt den in Deutschland vom Aussterben bedrohten Großen Eichenbock auf.
Im Schutzgebiet liegt das Biotop Bannwald Bildhau NO Reicheneck mit der Biotopnummer 274214155071 und das Biotop Eschen-Feuchtwald im Bannwald Bildhau mit der Biotopnummer 274214151896.

## Vegetation
Im Bannwald kommen laut Waldbiotopkartierung die folgenden Pflanzen vor:
Spitzahorn, Berg-Ahorn, Giersch, Knoblauchsrauke, Bärlauch, Buschwindröschen, Aronstab, Wald-Frauenfarn, Wald-Zwenke,
Nesselblättrige Glockenblume, Zittergras-Segge, Wald-Segge, Gemeine Hainbuche, Wechselblättriges Milzkraut, Großes Hexenkraut,
Gemeine Hasel, Eingriffeliger Weißdorn, Wald-Knäuelgras, Echter Seidelbast, Rasen-Schmiele, Gewöhnlicher Dornfarn, Echter Wurmfarn,
Rotbuche, Gemeine Esche, Gewöhnliche Goldnessel, Gemeiner Hohlzahn, Waldmeister, Wald-Labkraut, Echte Nelkenwurz, Gundermann,
Waldgerste, Großes Springkraut, Rote Heckenkirsche, Schattenblumen, Wald-Bingelkraut, Wald-Flattergras, Wald-Sauerklee,
Einbeere, Ährige Teufelskralle, Vielblütige Weißwurz, Hohe Schlüsselblume, Gewöhnliche Traubenkirsche, Stieleiche, Brombeeren,
Knotige Braunwurz, Große Sternmiere, Winterlinde, Gewöhnlicher Schneeball, Wald-Veilchen, Großer Eichenbock, Kriechender Günsel,
Gewöhnliche Haselwurz, Vogelkirsche, Sal-Weide, Große Brennnessel.

## Schutzzweck
Der Schutzzweck des Bannwalds ist gemäß Schutzgebietsverordnung
- die unbeeinflusste Entwicklung der jeweiligen Waldökosysteme mit ihren Tier- und Pflanzenarten zu sichern sowie die wissenschaftliche Beobachtung der Entwicklung zu gewährleisten. Dies beinhaltet den Schutz der Lebensräume und -gemeinschaften, die sich in den Gebieten befinden, sich im Verlauf der eigendynamischen Entwicklung innerhalb der Schutzgebiete ändern oder durch die eigendynamische Entwicklung im Laufe der Zeit entstehen;
- die unbeeinflusste Entwicklung des naturnahen, „auewaldähnlichen“ Stieleichen-Hainbuchenwaldes mit Traubenkirsche auf feuchten, tongründigen Standorten außerhalb der Aue zu sichern.

## Betreuung
Wissenschaftlich betreut wird der Bannwald durch die Forstliche Versuchs- und Forschungsanstalt Baden-Württemberg (BVA).